# Prestinox

Prestinox était un fabricant français de projecteurs de diapositives.
La société Prestinox existe sous ce nom depuis le début des années 1960. Elle est issue de la société Inox qui produisait une gamme de projecteurs de diapositives dénommée Prestige. Cette entreprise a également fabriqué des visionneuses de diapositives et de films super 8, des cuves de développement et des accessoires de laboratoire et de projection. Mise en liquidation judiciaire en 1993, elle a définitivement fermé ses portes sur décision de justice en juin 2000 (« clôture pour insuffisance d’actifs »). 
La société Prestinox est radiée du registre du commerce et des sociétés le 17 août 2000. 
La société Prestinox International est radiée du registre du commerce et des sociétés le 2 décembre 2000.   

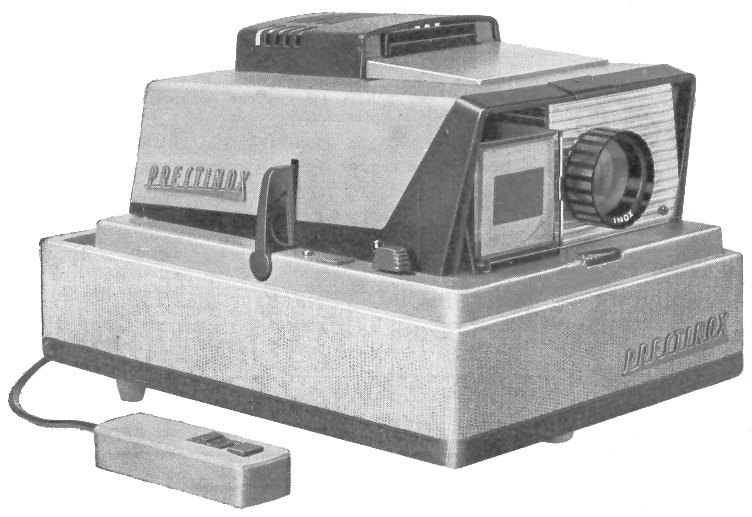
Projecteur de diapositives Prestinox du début des années 1960